# La Moucharde
Pour plus de détails, voir Fiche technique et Distribution.
La Moucharde est un film français réalisé par Guy Lefranc et sorti en 1958.

## Synopsis
Betty, échappée d'une maison de redressement, accepte de devenir indicatrice pour la police.

## Fiche technique
- Titre : La Moucharde
- Réalisation : Guy Lefranc, assisté de Bernard Toublanc-Michel
- Scénario : Jacques Séverac, Guy Lefranc, André Tabet et Georges Tabet, d'après le roman de Christian Coffinet La Fille de Proie[1]
- Décors : Claude Bouxin
- Directeur de la photographie : Maurice Barry
- Cameraman : Jean-Marie Maillols
- Montage : Armand Psenny
- Son : Séverin Frankiel
- Musique : Norbert Glanzberg
- Sociétés de production : Les Films Artistiques Français, Les Films Marius Bouchet et Paris Inter Production
- Société de distribution : Les Films Fernand Rivers
- Producteurs : Marius Bouchet, Paul de Saint-André
- Directeurs de production : Paul de Saint-André, Emile Buhot
- Pays de production :  France
- Tournage : du 11 janvier au 1er mars 1958
- Format : Noir et blanc  - 35 mm - Son mono
- Genre : Drame
- Durée : 100 minutes
- Date de sortie : 
  - France : 6 août 1958
- Affiche : Constantin Belinsky (France)

## Distribution
- Dany Carrel : Betty Lefébure, une jeune fille évadée de sa maison de redressement
- Pierre Vaneck : Frédéric 'Fred" Martignac, un journaliste médiocre, son amant
- Yves Deniaud : Parola, un brocanteur ami de Lefébure
- Florence Blot : Mme Michaud, la patronne de l'hôtel
- Georges Chamarat : le bijoutier-receleur
- Maurice Chevit : un consommateur
- Yvonne Clech : Lucienne, la sœur de Betty
- Paul Vandenberghe : le commissaire
- Anne-Marie Coffinet
- Paul Crauchet : le photographe
- Henri Crémieux : M. Eddy, le directeur de la feuille de chou
- Jacques Dhery
- Albert Dinan : Lefébure, le père de Betty en prison
- Lisa Jouvet
- Jean Morel : le commissaire Mallet
- Noël Roquevert : Maître Perceval, l'avocat de Lefébure
- Fernand Sardou : Mario le Toulonnais
- Sandrine : la prostituée du bar
- Serge Sauvion : Maurice, le routier
- André Weber : Jeannot, un ami de Fred
- André Philip : le patron du café du Vieux Port
- Pierre Moncorbier
- Camille Fournier
- Robert Balpo
- Jean Besnard
- Jean-Louis Bras
- Pierre Duncan